# Mariano Arregui Canela
Mariano Arregui Canela (3 de septiembre de 1937, Ricla, España-18 de agosto de 2010, Tarragona, España) fue un cantante de jota aragonesa.

## Biografía
A la temprana edad de siete años obtuvo el primer premio de jota en Almunia de Doña Godina. Por este motivo, más tarde, se trasladó a Zaragoza para recibir las enseñanzas de Pascuala Perié y en 1948 ganó el primer premio por parte de Radio Zaragoza.
Tras el paso de los años, Mariano Arregui, estuvo apartado de los escenarios hasta 1960, que venció el concurso establecido por la Agrupación Artística Aragonesa en conmemoración a la célebre Pilar Gascón. También se presentó al certamen de jota del Ayuntamiento de Zaragoza en los años 1964 y 1965 obteniendo el segundo y primer premio, respectivamente, y en 1969 se proclamó campeón de Aragón de jota en el Teatro Principal de Zaragoza.
Con el cambio de voz estuvo algunos años sin mucha actividad, pero al volver en 1960 ganó el primer premio del concurso que organiza la Agrupación Artística Aragonesa en memoria de Pilar Gascón. Cuatro años después, en 1964, obtuvo el segundo premio del certamen de jota del Ayuntamiento de Zaragoza y al año siguiente el primer premio. En 1969 se proclamó campeón de Aragón de jota en el evento organizado en el Teatro Principal de Zaragoza. En 1975 ganó el concurso nacional de jota organizado en el municipio de Épila, además del campeonato de Aragón por segunda y tercera vez en 1976 en el Teatro Principal. También, en 1977, además de volver a ganar en Épila, la Diputación Provincial de Zaragoza le concedió el prestigioso Premio Santa Isabel y en 1979 se llevó el cuarto campeonato de Aragón. Finalmente, en 1980 quedó segundo en el concurso en homenaje a Demetrio Galán Bergua y ganó también aquel mismo año el cuarto concurso de misas aragonesas patrocinado por el Cabildo de Pilar de Zaragoza y la Diputación General de Aragón. En octubre de 1984 ganó el quinto campeonato de Aragón de jota convirtiéndose de esta manera en el cantante que más veces ha logrado este premio.
En 1981 se realizó un homenaje a su persona en su pueblo natal con el nombramiento de una plaza que lleva su nombre y apellidos.
Mariano Arregui Canela falleció el día 18 de agosto de 2010 en el Hospital Joan XXIII de Tarragona tras sufrir un derrame cerebral dos días antes, mientras veraneaba con su familia en Salou.